# صخر فوق مافي

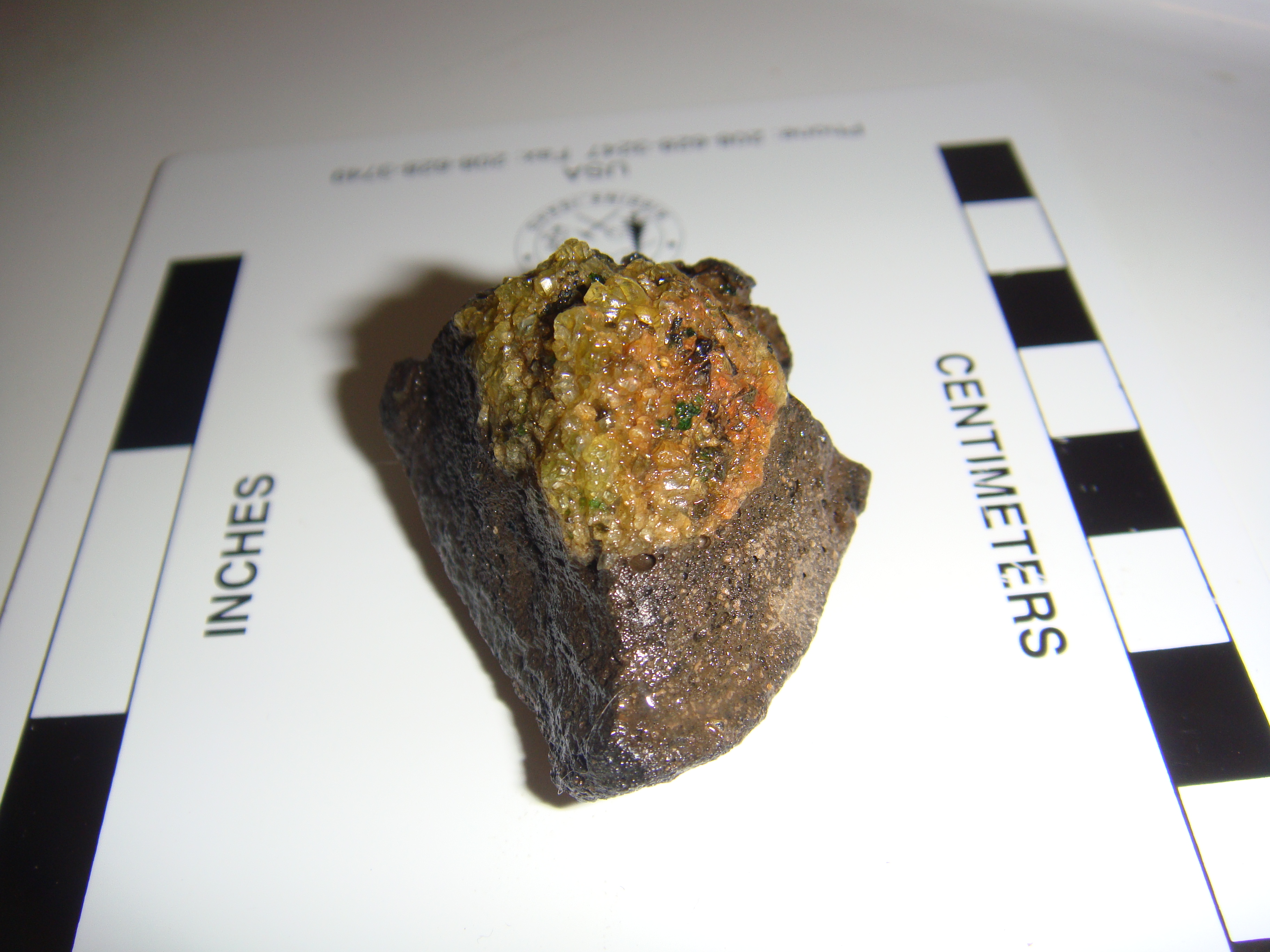
أوليفين.

الصخور فوق مافية  هي صخور نارية شديدة الكثافة، أفقر في السيليكون وأغنى بالحديد والمغنسيوم عن الصخر المافي، وتتكون في معظمها من الأوليفين الأخضر الداكن أو الأسود والبيروكسينات.